# بلافتون
بلافتون (بالإنجليزية: Bluffton)‏ هي مدينة في مقاطعة بوفورت بجنوب ولاية كارولينا الجنوبية في الولايات المتحدة. بلغ عدد السكان 12,530 في تعداد عام 2010. وتشهد مدينة بلافتون نموا سريعا وأصبحت متجاورة مع هيلتون هيد آيلاند المتاخمة لها. كما حددها مكتب الإحصاء الأميركي، فإن بلافتون تقع ضم نمنطقة هيلتون هيد أيلاند-بيوفورت العمرانية الإحصائية.

## التركيبة السكانية
حدّد مكتب تعداد الولايات المتحدة بيانات التركيبة السكانية لبلافتون في تعداد الولايات المتحدة. في ما يلي، التركيبة السكانية حسب تعدادي 2000 و2010.

### تعداد عام 2000
بلغ عدد سكان بلافتون 1,275 نسمة بحسب تعداد عام 2000، وبلغ عدد الأسر 465 أسرة وعدد العائلات 342 عائلة مقيمة في البلدة. في حين سجلت الكثافة السكانية 9.1 نسمة لكل كيلومتر مربع (23.6/ميل2). وبلغ عدد الوحدات السكنية 501 وحدة بمتوسط كثافة قدره 3.6 لكل كيلومتر مربع (9.3/ميل2).
وتوزع التركيب العرقي للبلدة بنسبة 63.22% من البيض و32.47% من الأمريكيين الأفارقة و0.47% من الأمريكيين الأصليين و0.39% من الأمريكيين ذوي الأصول الآسيوية و3.14% من الأعراق الأخرى و0.31% من عرقين مختلطين أو أكثر و5.96% من الهسبانيون أو اللاتينيون من أي عرق.
بلغ عدد الأسر 465 أسرة كانت نسبة 42.6% منها لديها أطفال تحت سن الثامنة عشر تعيش معهم، وبلغت نسبة الأزواج القاطنين مع بعضهم البعض 52% من أصل المجموع الكلي للأسر، ونسبة 16.6% من الأسر كان لديها معيلات من الإناث دون وجود شريك،  بينما كانت نسبة 4.9% من الأسر لديها معيلون من الذكور دون وجود شريكة وكانت نسبة 26.5% من غير العائلات. تألفت نسبة 21.1% من أصل جميع الأسر من عدة أفراد يعيشون في نفس المنزل ونسبة 6.7% كانت تتألف من شخص يعيش بمفرده يبلغ من العمر 65 عاماً أو أكثر. وبلغ متوسط حجم الأسرة المعيشية 2.74، أما متوسط حجم العائلات فبلغ 3.16.
بلغ العمر الوسطي للسكان 35.9 عاماً. وكانت نسبة 29.4% من القاطنين تحت سن الثامنة عشر، وكانت نسبة 6.4% بين الثامنة عشر والرابعة والعشرين عاماً، ونسبة 35.2% كانت واقعةً في الفئة العمرية ما بين الخامسة والعشرين والرابعة والأربعين عاماً، ونسبة 20% كانت ما بين الخامسة والأربعين والرابعة والستين، ونسبة 8.9% كانت ضمن فئة الخامسة والستين عاماً فما فوق. يوجد لكل 100 أنثى 94.4 ذكر، ويوجد لكل 100 أنثى في الثامنة عشر من عمرها فما فوق 93.5 ذكر.
بلغ متوسط دخل الأسرة في البلدة 43,281 دولارًا، أما متوسط دخل العائلة فبلغ 48,611 دولارًا. وكان متوسط دخل الذكور 35,139 دولارًا مقابل 24,444 دولارًا للإناث. وسجل دخل الفرد الخاص بالبلدة 17,327 دولارًا. وكانت نسبة 8.6% من العائلات ونسبة 12.6% من السكان تحت خط الفقر، وكان من هؤلاء نسبة 10.2% تحت سن الثامنة عشر ونسبة 26.2% في الخامسة والستين من العمر وما فوق.

### تعداد عام 2010
بلغ عدد سكان بلافتون 12,530 نسمة بحسب تعداد عام 2010، وبلغ عدد الأسر 4,417 أسرة وعدد العائلات 3,323 عائلة مقيمة في البلدة. في حين سجلت الكثافة السكانية 89.3 نسمة لكل كيلومتر مربع (231.3/ميل2). وبلغ عدد الوحدات السكنية 5,393 وحدة بمتوسط كثافة قدره 38.4 لكل كيلومتر مربع (99.5/ميل2).
وتوزع التركيب العرقي للبلدة بنسبة 71.43% من البيض و16.16% من الأمريكيين الأفارقة و0.27% من الأمريكيين الأصليين و1.96% من الأمريكيين ذوي الأصول الآسيوية و0.05% من سكان جزر المحيط الهادئ و7.27% من الأعراق الأخرى و2.87% من عرقين مختلطين أو أكثر و18.79% من الهسبانيون أو اللاتينيون من أي عرق.
بلغ عدد الأسر 4,417 أسرة كانت نسبة 44.1% منها لديها أطفال تحت سن الثامنة عشر تعيش معهم، وبلغت نسبة الأزواج القاطنين مع بعضهم البعض 58.1% من أصل المجموع الكلي للأسر، ونسبة 12.6% من الأسر كان لديها معيلات من الإناث دون وجود شريك،  بينما كانت نسبة 4.5% من الأسر لديها معيلون من الذكور دون وجود شريكة وكانت نسبة 24.8% من غير العائلات. تألفت نسبة 17.3% من أصل جميع الأسر من عدة أفراد يعيشون في نفس المنزل ونسبة 3.8% كانت تتألف من شخص يعيش بمفرده يبلغ من العمر 65 عاماً أو أكثر. وبلغ متوسط حجم الأسرة المعيشية 2.84، أما متوسط حجم العائلات فبلغ 3.20.
بلغ العمر الوسطي للسكان 32.7 عاماً. وكانت نسبة 28.9% من القاطنين تحت سن الثامنة عشر، وكانت نسبة 6.8% بين الثامنة عشر والرابعة والعشرين عاماً، ونسبة 35.5% كانت واقعةً في الفئة العمرية ما بين الخامسة والعشرين والرابعة والأربعين عاماً، ونسبة 21.5% كانت ما بين الخامسة والأربعين والرابعة والستين، ونسبة 7.3% كانت ضمن فئة الخامسة والستين عاماً فما فوق. وتوزع التركيب الجنسي للسكان بنسبة 48.9% ذكور و51.1% إناث.

## المناخ
يظهر الجدول التالي التغييرات المناخية على مدار السنة لبلافتون:
| البيانات المناخية لـبلافتون       | البيانات المناخية لـبلافتون | البيانات المناخية لـبلافتون | البيانات المناخية لـبلافتون | البيانات المناخية لـبلافتون | البيانات المناخية لـبلافتون | البيانات المناخية لـبلافتون | البيانات المناخية لـبلافتون | البيانات المناخية لـبلافتون | البيانات المناخية لـبلافتون | البيانات المناخية لـبلافتون | البيانات المناخية لـبلافتون | البيانات المناخية لـبلافتون | البيانات المناخية لـبلافتون |
| الشهر                             | يناير                       | فبراير                      | مارس                        | أبريل                       | مايو                        | يونيو                       | يوليو                       | أغسطس                       | سبتمبر                      | أكتوبر                      | نوفمبر                      | ديسمبر                      | المعدل السنوي               |
| --------------------------------- | --------------------------- | --------------------------- | --------------------------- | --------------------------- | --------------------------- | --------------------------- | --------------------------- | --------------------------- | --------------------------- | --------------------------- | --------------------------- | --------------------------- | --------------------------- |
| الدرجة القصوى °ف (°م)             | 85 (29)                     | 84 (29)                     | 90 (32)                     | 95 (35)                     | 99 (37)                     | 101 (38)                    | 107 (42)                    | 103 (39)                    | 98 (37)                     | 97 (36)                     | 88 (31)                     | 83 (28)                     | 107 (42)                    |
| متوسط درجة الحرارة الكبرى °ف (°م) | 60 (16)                     | 63 (17)                     | 70 (21)                     | 75 (24)                     | 82 (28)                     | 86 (30)                     | 90 (32)                     | 88 (31)                     | 84 (29)                     | 78 (26)                     | 70 (21)                     | 64 (18)                     | 76 (24)                     |
| متوسط درجة الحرارة الصغرى °ف (°م) | 40 (4)                      | 43 (6)                      | 49 (9)                      | 55 (13)                     | 63 (17)                     | 71 (22)                     | 74 (23)                     | 73 (23)                     | 69 (21)                     | 59 (15)                     | 50 (10)                     | 43 (6)                      | 57 (14)                     |
| أدنى درجة حرارة °ف (°م)           | 4 (−16)                     | 15 (−9)                     | 21 (−6)                     | 32 (0)                      | 37 (3)                      | 45 (7)                      | 50 (10)                     | 53 (12)                     | 46 (8)                      | 32 (0)                      | 23 (−5)                     | 10 (−12)                    | 4 (−16)                     |
| الهطول إنش (مم)                   | 3.97 (101)                  | 3.31 (84)                   | 3.43 (87)                   | 3.15 (80)                   | 1.97 (50)                   | 4.50 (114)                  | 6.31 (160)                  | 7.63 (194)                  | 5.82 (148)                  | 4.61 (117)                  | 2.59 (66)                   | 3.11 (79)                   | 50.4 (1٬280)                |
| المصدر: The Weather Channel       |                             |                             |                             |                             |                             |                             |                             |                             |                             |                             |                             |                             |                             |